# Felice Borel
Felice Placido Borel (* 5. April 1914 in Nizza, Frankreich; † 21. Januar 1993 in Turin) war ein italienischer Fußballspieler und -trainer.
Borel, Hauptposition Mittelstürmer, war auch als Farfallino bekannt. Er war Sohn von Ernesto Borel und jüngerer Bruder von Aldo Giuseppe Borel (Borel I) und taucht in zeitgenössischen Statistiken oft als Borel II auf.

## Karriere
Felice Borel debütierte als Achtzehnjähriger bei Juventus Turin und zeigte auf Anhieb sein großes Talent. In seiner ersten Saison in der Serie A (1932/33) erzielte er 29 Tore in 28 Partien und wurde damit Torschützenkönig. In der Folgesaison wiederholte er diesen Erfolg, indem er in 34 Spielen 32 Treffer erzielte. Am 22. Oktober 1933 berief ihn der Nationaltrainer Vittorio Pozzo in die Squadra Azzurra. In seinem Debüt durfte Borel II die Nummer 9 von Angelo Schiavio tragen und erzielte den Siegtreffer gegen Ungarn.
Borel gehörte auch bei der Fußball-Weltmeisterschaft 1934 zum Kader Italiens. Jedoch blieb ihm nur die Statistenrolle hinter dem großen Schiavio und er kam nur zu einem Einsatz im Wiederholungsspiel des Viertelfinales gegen Spanien, dennoch feierte der Stürmer mit der von Pozzo trainierten Squadra Azzurra den Gewinn des WM-Titels und damit den größten Erfolg seiner Laufbahn. 
Nach dem Gewinn des Weltmeistertitels und dem erneuten Titelgewinn mit Juventus Turin (zum dritten Mal in Folge) schien Borel zu einem der besten italienischen Mittelstürmer der Geschichte zu reifen, aber in der Folge begann sein Stern zu sinken. In der zweiten Hälfte der 1930er-Jahre kam er bei den Bianconeri immer seltener zum Einsatz und erzielte kaum noch Tore. Zur Saison 1941/42 wechselte Borel II zum Stadtrivalen AC Turin. 1944 kehrte er zu seinem Stammverein Juventus zurück und bestritt die Kriegsmeisterschaft. Zur Saison 1946/47 wechselte Borel zu Alessandria, ehe er am Ende der Saison 1948/49 seine Karriere bei der AC Neapel in der Serie B beendete. Bei beiden Vereinen hatte Felice Borel als Spielertrainer fungiert.
In der Saison 1958/59 arbeitete Felice Borel zusammen mit Carmelo Di Bella als Trainer von Calcio Catania. Insgesamt erzielte er 138 Tore in der Serie A und ist bis heute einer der jüngsten Torschützenkönige der Geschichte der höchsten italienischen Spielklasse.

## Erfolge

### Im Verein
- Italienischer Meister: 1932/33, 1933/34, 1934/35
- Italienischer Pokalsieger: 1937/38

### In der Nationalmannschaft
- Weltmeister: 1934
- Europapokalsieger der Nationalmannschaften 1933–1935